# Monsummano Terme
Monsummano Terme is een gemeente in de Italiaanse provincie Pistoia (regio Toscane) en telt 20.219 inwoners (31-12-2004). De oppervlakte bedraagt 32,8 km², de bevolkingsdichtheid is 616 inwoners per km².
De volgende frazioni maken deel uit van de gemeente: Bizzarrino, Cintolese, Le Case, Montevettolini, Monsummano Alto, Pozzarello, Grotta Parlanti, Grotta Giusti, Violi, Uggia.

## Demografie
Monsummano Terme telt ongeveer 7.442 huishoudens. Het aantal inwoners steeg in de periode 1991-2001 met 9,2% volgens cijfers uit de tienjaarlijkse volkstellingen van ISTAT.
| Jaar | Inwoneraantal |
| ---- | ------------- |
| 1991 | 18.228        |
| 2001 | 19.906        |

## Impressie

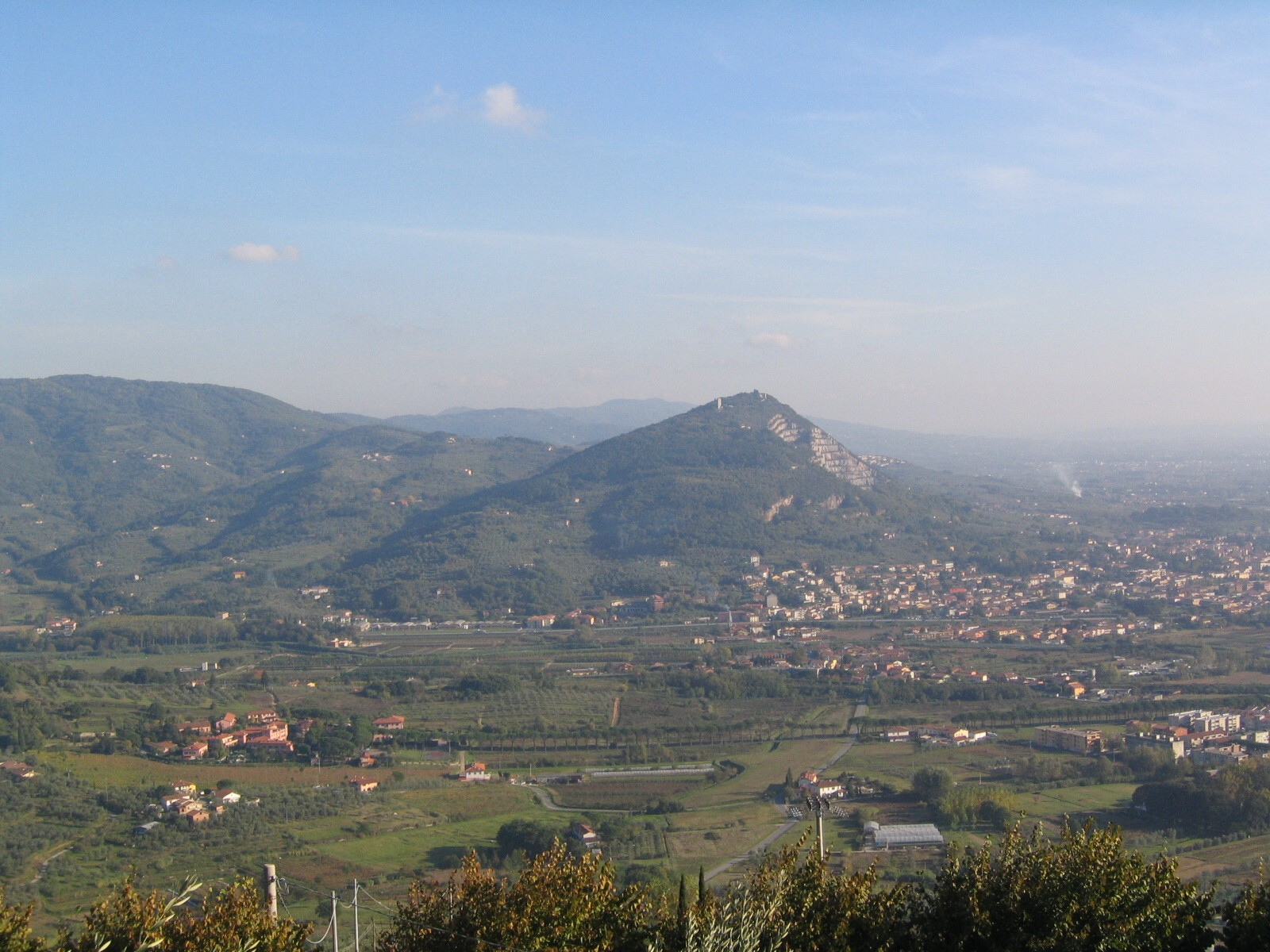
Monsummano
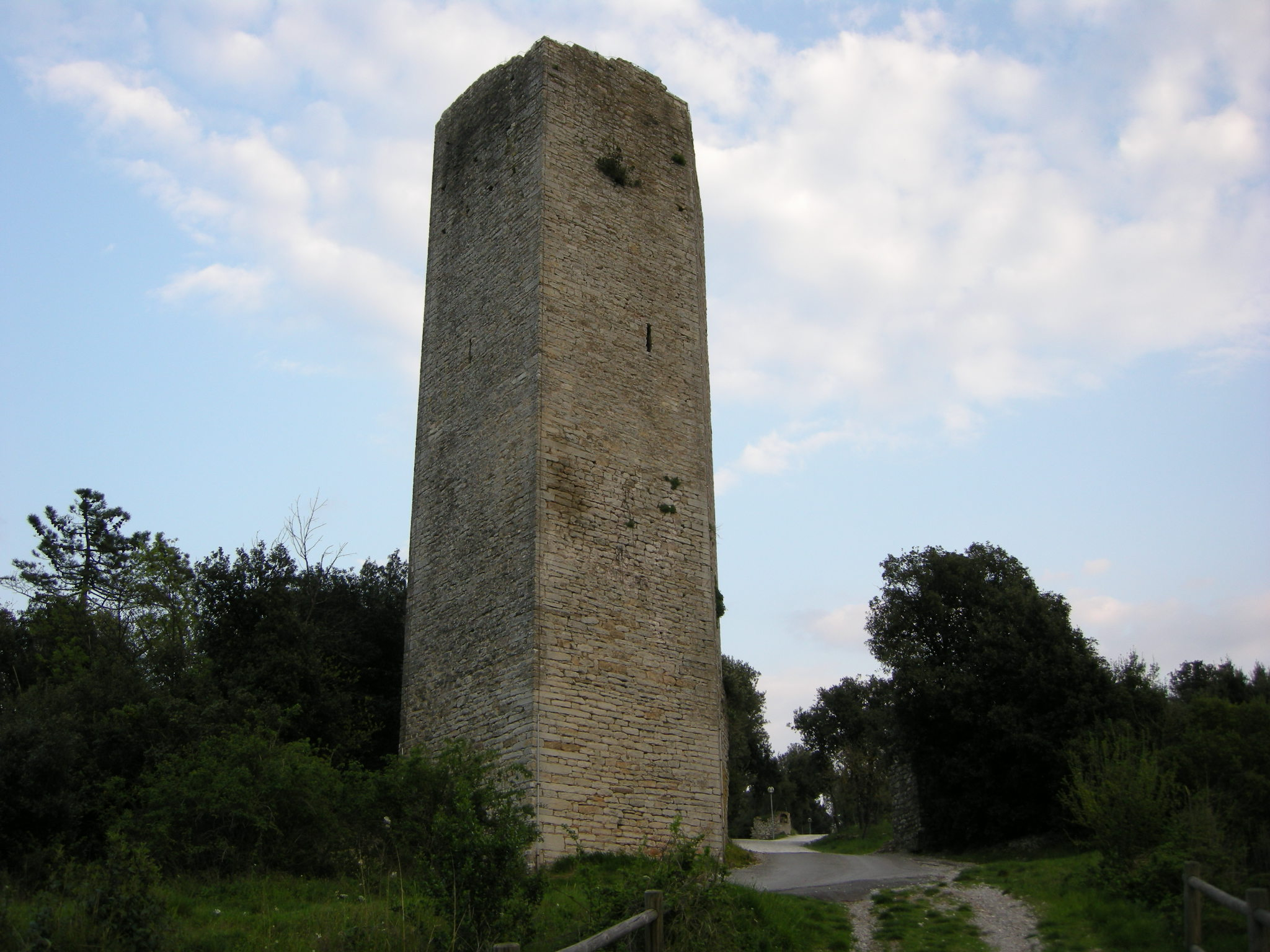
Kasteel van Monsummano
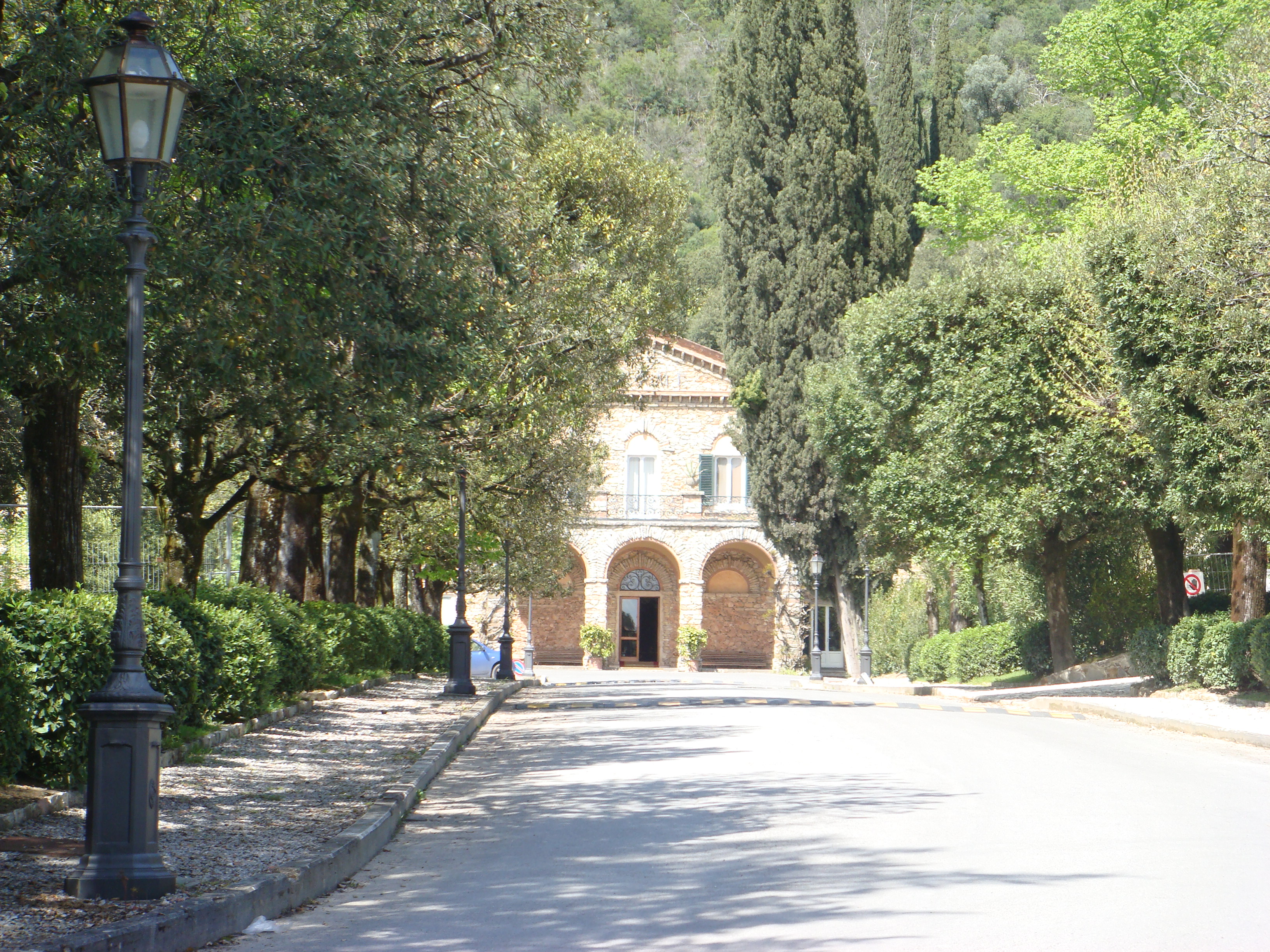
Grotta Giusti
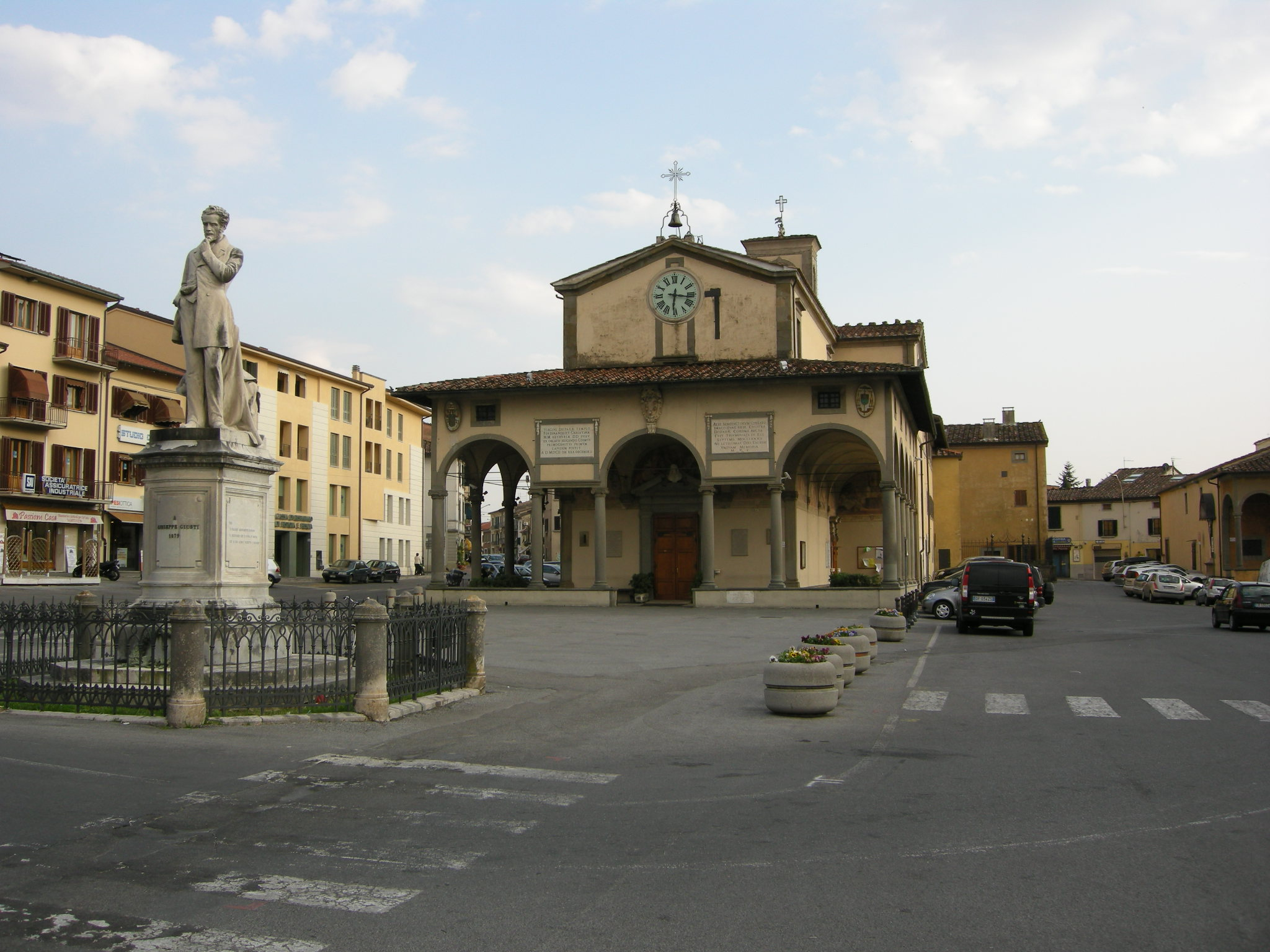
Piazza Giusti
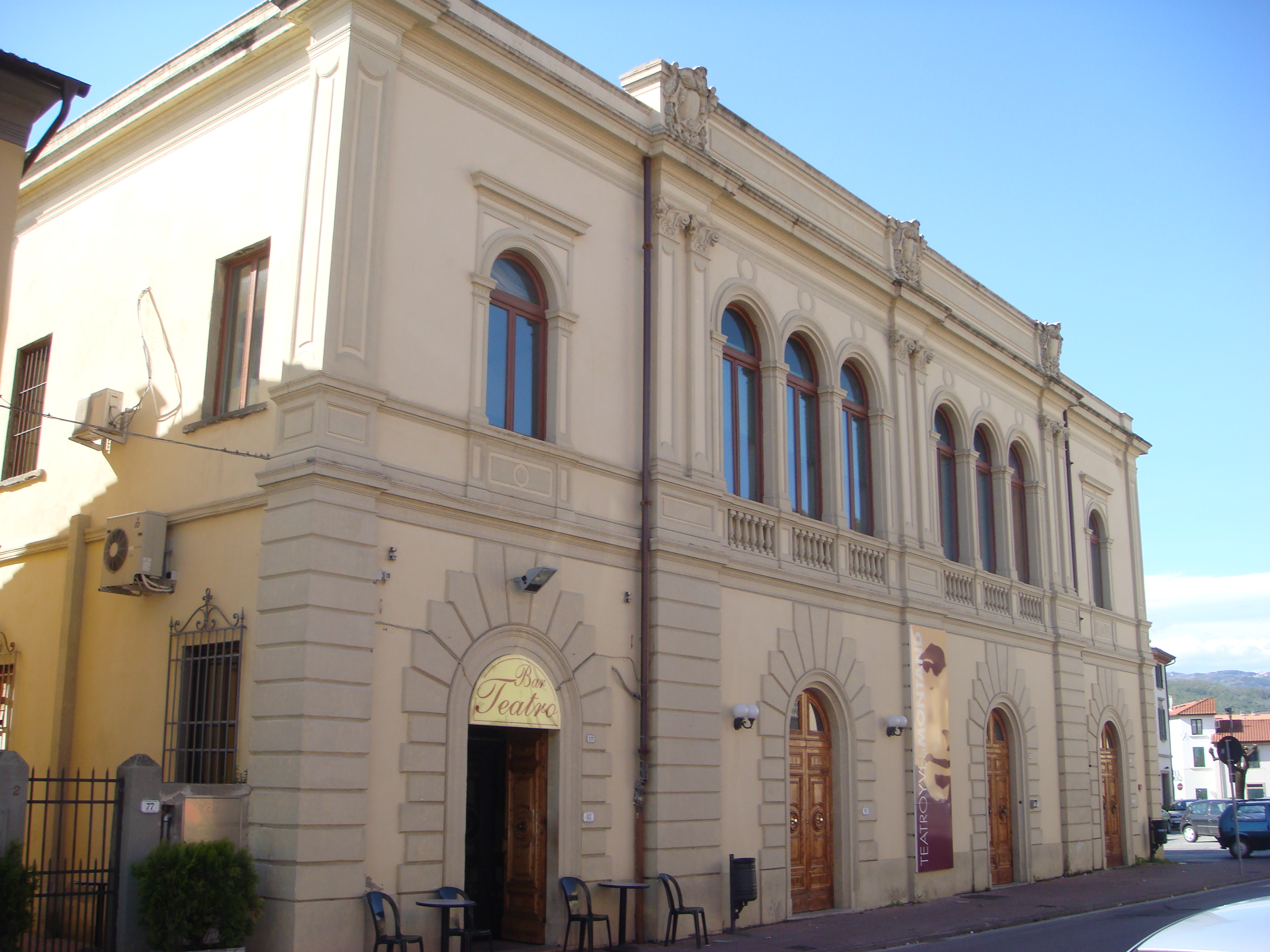
Theater Yves Montand

## Geografie
De gemeente ligt op ongeveer 20 m boven zeeniveau.
Monsummano Terme grenst aan de volgende gemeenten: Larciano, Pieve a Nievole, Ponte Buggianese, Serravalle Pistoiese.

## Geboren in Monsummano Terme
- Yves Montand (1921-1991), Frans acteur en zanger van Italiaanse afkomst